# Eudorylas goennersdorfensis
Eudorylas goennersdorfensis är en tvåvingeart som beskrevs av Dempewolf och Dunk 1996. Eudorylas goennersdorfensis ingår i släktet Eudorylas och familjen ögonflugor.
Artens utbredningsområde är Tyskland. Arten har ej påträffats i Sverige. Inga underarter finns listade i Catalogue of Life.